# Alex Newell
Alex Eugene Newell (Lynn (Massachusetts), 20 augustus 1992) is een Amerikaanse acteur en zanger. Die is bekend geworden door hun deelname aan het eerste seizoen van de realitytalentenjacht The Glee Project en hun rol als Wade "Unique" Adams in FOX's televisieserie Glee.

## Privéleven
Newell is geboren op 20 augustus 1992 in Lynn, Massachusetts. Zijn vader overleed aan kanker toen die zes was, waarna die alleen nog door zijn moeder werd opgevoed. Die studeerde af aan de Bishop Fenwick High School in Peabody (Massachusetts).
Hoewel die in 2012 geaccepteerd werd tot het Berklee College of Music in Boston, verhuisde die naar Los Angeles toen die gevraagd werd om terug te keren in Glee voor het vierde seizoen.
Newell ziet zichzelf als genderneutraal en zegt geen voorkeur te hebben voor bepaalde voornaamwoorden.

## Carrière

### The Glee Project
Newell deed auditie voor de realitytalentenjacht The Glee Project via YouTube toen die nog op school zat. Die werd geselecteerd als een van de twaalf kandidaten die streden om een zeven afleveringen lange rol in Glee. Die haalde het tot de finale, en werd runner-up naast Lindsay Pearce. Pearce en Newell wonnen beiden een twee afleveringen lange rol in Glee.

### Glee
Voor hun Glee Project-prijs werd Newell gecast voor de rol van Wade "Unique" Adams, een transgender die haar vrouwelijke identiteit uit door middel van muziek. Newells personage verscheen voor het eerst in de aflevering 'Saturday Night Glee-ver', welke op 17 april 2012 in Amerika werd uitgezonden.
Hoewel die een rol voor twee afleveringen had gewonnen, kwam Newells rol uiteindelijk voor in drie afleveringen. Daarna besloten de makers van Glee het personage Wade terug te laten keren in het vierde seizoen en werd Newells rol voor het vijfde seizoen gepromoveerd tot een van de hoofdrollen.

## Filmografie

### Film
| Jaar | Titel          | Rol | Opmerkingen |
| ---- | -------------- | --- | ----------- |
| 2013 | Geography Club | Ike |             |

### Televisie
| Jaar    | Titel                         | Rol                  | Opmerkingen       |
| ------- | ----------------------------- | -------------------- | ----------------- |
| 2011    | The Glee Project              | Deelnemer (zichzelf) | Runner-up         |
| 2012–15 | Glee                          | Wade "Unique" Adams  | Seizoen 3, 4 en 5 |
| 2020–21 | Zoey's Extraordinary Playlist | Mo                   |                   |